# Веселовка (Тамбовская область)
Весело́вка — посёлок в Кирсановском районе Тамбовской области России. Входит в состав Ковыльского сельсовета.

## География
Посёлок находится в восточной части Тамбовской области, в лесостепной зоне, в пределах Окско-Донской равнины, вблизи истока реки Сухая Панда, к югу от автодороги Р-208, на расстоянии примерно 24 км (по прямой) к западу-юго-западу (WSW) от города Кирсанов, административного центра района.
Часовой пояс
Посёлок Веселовка, как и вся Тамбовская область, находится в часовой зоне МСК (московское время). Смещение применяемого времени относительно UTC составляет +3:00.

## Население
| 2010 |
| ---- |
| 8    |

Половой состав
По данным Всероссийской переписи населения 2010 года, в гендерной структуре населения мужчины составляли 37,5 %, женщины — соответственно 62,5 %.
Национальный состав
Согласно результатам переписи 2002 года, в национальной структуре населения русские составляли 100 % из 8 чел.